# Kumpanía: Flamenco Los Ángeles
Kumpanía: Flamenco Los Ángeles (2011) es una película de cine documental independiente, dirigida por Katina Dunn. La película explora el mundo del flamenco, incluyendo sus orígenes en la oprimida comunidad gitana del siglo XVII en el sur de España, así como la cultura flamenca en la España contemporánea. 
El documental se centra en particular en un grupo de bailarines, cantantes y guitarristas de flamenco de Los Ángeles, quienes se empeñan en preservar este arte en su forma pura. Kumpanía es una palabra romaní que significa "gente que viaja por el mismo territorio".

## Reseña
Después de explorar los orígenes Romaníes del flamenco en el siglo XVII en España, Kumpanía alterna entre cortometrajes de presentaciones en vivo, y entrevistas u opiniones de los cantantes, guitarristas y bailarines. Los intérpretes describen el significado histórico del flamenco y el significado que personalmente tiene para ellos, además narran cómo fueron involucrándose en el mundo del flamenco.
Kumpanía se concentra en un grupo de músicos y bailarines contemporáneos de Los Ángeles. Estos intérpretes están dedicados a preservar el "flamenco en su forma pura", es decir, como un estilo de música y danza muy similar al que existía en sus orígenes Romaníes, en vez del estilo ostentoso y debilitado comúnmente conocido en la cultura popular.
Pese a estar dedicados a la preservación del flamenco en su forma auténtica, la diversidad se hace presente tanto en la película como entre los artistas exhibidos. "Los más de doce intérpretes presentados en la película provienen de distintos contextos y orígenes. El cantante Antonio Jerez es un Romaníe-Español, el bailarín Mizuho Sato y el guitarrista José Tanaka son Japoneses, la bailarina Briseyda Zarate Fernández y el percusionista Joey Heredia son de ascendencia Mexicana.", anota Los Angeles Times. Shockya señala que "Flamencos tipo Gitano, Español, Mexicano, Japonés y Francés, entre otros" son mostrados en la película.
La película también se dirige hacia la profundidad emocional y compromiso de los músicos e intérpretes. De acuerdo con la directora Katina Dunn, el flamenco, al igual que el blues, es "una expresión de dolor, aislamiento o felicidad". Uno de los personajes de la película, la bailarina Briseyda Zarate Fernández, comentó que el flamenco "es diferente a cualquier otra forma de danza y diferente a cualquier otra forma de arte. Éste es una forma de arte realmente pasional y emotiva, también es muy sofisticada musical y técnicamente. Así que es tan sofisticada como... la música clásica o contemporánea, o el ballet,  tiene...el aspecto pasional y emotivo gracias al cual se consigue ver el trabajo interior y las emociones íntimas de un ser humano.

## Producción
Una buena parte de la película fue realizada en el Fountain Theatre, en el cual se llevan a cabo eventos de flamenco semanalmente. Muchos bailarines, cantantes, y guitarristas de flamenco distinguidos en Los Ángeles se presentan ahí, fueron filmados ahí mismo en vivo y entrevistados en el teatro para la película. Deborah Lawlor, directora co-artística del teatro, también fue entrevistada.

## Proyecciones
Kumpanía: Flamenco Los Ángeles, fue estrenada el 13 de octubre de 2011 en el Festival Internacional de Cine en Buffalo, donde ganó el Premio de Audiencia (Audience Award). Esta fue proyectada además en festivales nacionales e internacionales, en donde recibió premios adicionales, incluyendo el Premio por Audiencia (Audiencia Award) en el Festival Internacional de Cine de Madrid. En Madrid, la directora Katina Dunn, también fue entrevistada por RTVE radio en relación con la película y a la cultura del flamenco en Los Ángeles. Muchas de las proyecciones de Kumpanía en el festival, estuvieron acompañadas de demostraciones de flamenco.
Kumpanía fue estrenada en Los Ángeles el 31 de enero de 2013, en el Restaurante-Teatro de flamenco El Cid, en Hollywood. Christina Applegate y su esposo Martyn LeNoble acudieron al estreno. En mayo de 2013, el documental tuvo su festival de estreno en Los Ángeles durante el XVI Festival Anual Danzas con Películas, en el TCL Teatro Chino de Hollywood.

## Premios
- Premio Audiencia – Festival Internacional de Cine en Buffalo 2011[9]
- Premio Mejor Documental – Escenario natural: Festival Internacional de Música y Cine Memphis 2012[9]
- Premio Mejor Documental – Festival Internacional Peloponense de Cine 2012[1][12]
- Premio Audiencia – Festival Internacional de Cine de Madrid 2012[1]